# Maison solaire passive
Pour les articles homonymes, voir Maison (homonymie).

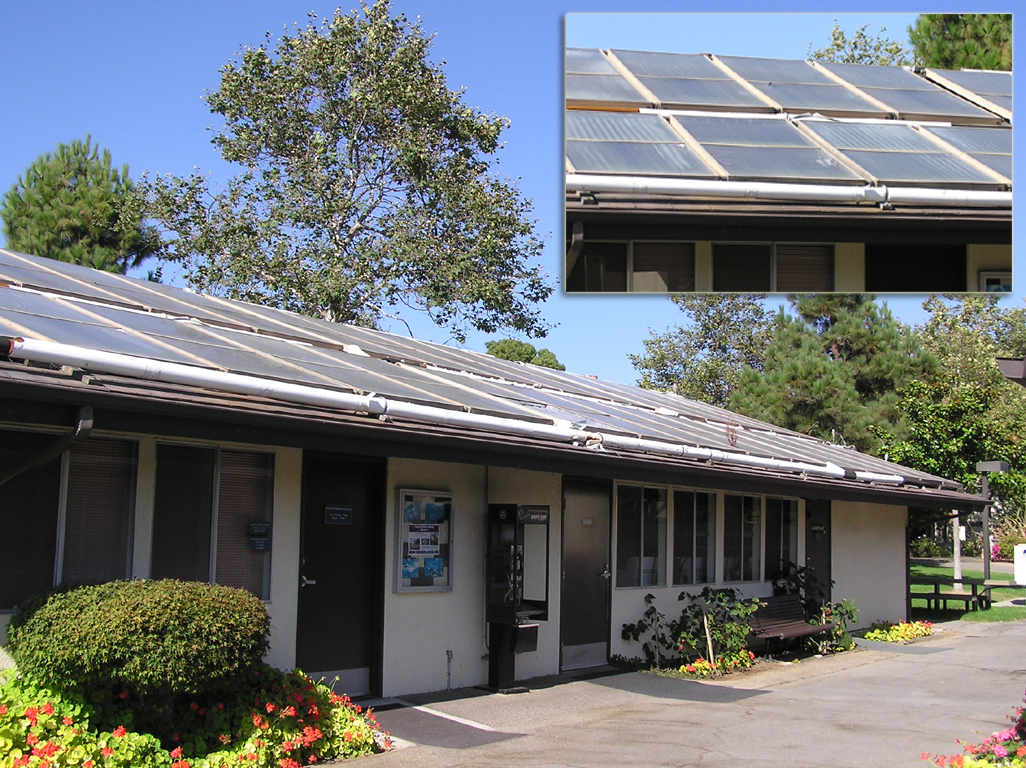
L'avancée de la toiture solaire joue aussi un rôle en ombrant le mur sud en été, rafraîchissant la maison. En hiver, lorsque le soleil est plus bas, il réchauffe directement l'intérieur.

Une maison solaire passive est une habitation de type habitat passif, c'est-à-dire conçue pour bénéficier au maximum du rayonnement solaire, grâce à sa conception (forme, orientation, répartition des ouvertures, isolation, inertie thermique...), à la qualité de ses composants (murs, toiture, sol, fenêtres et portes…) et à une ventilation performante qui permet de maîtriser les apports d'air et le degré d'humidité.
Elle offre, par la constance de sa température intérieure et les très faibles écarts de température entre l'air et les parois (murs, vitrages), un grand confort ; ses grandes ouvertures vers le sud lui donnent une très grande luminosité. Elle est également particulièrement saine, par la maîtrise de l'hygrométrie intérieure et le bon renouvellement de l'air. En Allemagne, elle répond aux exigences du label Passivhaus délivré par le Passivhaus Institut, qui a pour exigence essentielle une consommation d'énergie de chauffage, pour le bâtiment, inférieure à 15 kWh/m2 par an.

## Conception
La maison solaire passive est conçue pour réduire les pertes thermiques et profiter au maximum des apports thermiques du soleil. Sa conception est parfois dénommée architecture bioclimatique et sa réalisation une écoconstruction. Sa forme est compacte pour réduire la surface d'échange avec l'extérieur, toute protubérance pouvant servir de radiateur (comme les balcons liés à la structure) est prohibée. Sa façade est tournée vers le soleil (façade sud dans l'hémisphère nord) et les ouvertures sont majoritairement placées dans cette façade. Des ouvertures moins nombreuses et plus petites peuvent être pratiquées dans les façades est et ouest et la façade nord n'en a pas ou très peu.
L'enveloppe (murs, toiture, dalle sur sol ou cave) est isolée avec soin pour réduire les échanges thermiques avec l'extérieur (300 mm d'équivalent laine de verre pour les murs, 400 mm pour la toiture, 200 mm pour le sol environ). Les ponts thermiques (par exemple, les dalles de balcon si courantes dans l'architecture actuelle) doivent être bannies et leur suppression doit être le souci à la fois du concepteur (architecte) et de tous les intervenants dans la réalisation de la maçonnerie, pose de l'isolation et des cloisons de doublage, des chapes et des plafonds. L'enveloppe doit aussi être parfaitement étanche pour éliminer les entrées ou sorties d'air (par exemple, un passage de câble électrique ou d'un tuyau à travers l'isolation). Les ouvertures doivent également être bien isolées et étanches pour assurer la cohérence des échanges thermiques avec les qualités de l'enveloppe (double fenêtre à double vitrage, triple vitrage peu émissif).
Afin de réguler la température intérieure (comme l'éclairage solaire n'est pas permanent, cycle diurne ou période de faible ensoleillement dû à la couverture nuageuse, canicule l'été) une inertie thermique minimale est indispensable pour stocker les apports solaires (ou la fraîcheur nocturne l'été) dans les murs, dalles ou même dans un stockage thermique. 
L'autre terme de l'échange thermique est le renouvellement de l'air intérieur pour la respiration des habitants, la cuisine, l'hygiène. La ventilation est impérativement contrôlée et adaptée aux besoins, et en période froide la chaleur de l'air rejeté est récupérée dans un échangeur double flux de rendement supérieur ou égal à 80 %. La régulation de la ventilation est faite à partir de l'hygrométrie de l'air (qui signale simplement la présence humaine dans une chambre, la production de vapeur dans une salle d'eau ou une cuisine). Le tracé des conduites de ventilation et le choix des diamètres doit primer dans la conception architecturale et technique afin de maîtriser les pertes de charge et limiter la puissance des ventilateurs (total inférieur à 50 W) qui fonctionnent en permanence, judicieusement alimentés par des panneaux photovoltaïques en tampon avec des batteries, le secteur en secours.
Cette ventilation couplée à l'inertie thermique permet aussi un excellent confort d'été en réduisant les surchauffes estivales, en pratiquant par exemple la surventilation la nuit afin de rafraîchir murs et dalles. On peut aussi associer un échangeur air/sol (puits provençal ou puits canadien) sur l'arrivée d'air neuf pour préchauffer cet air en saison froide ou le rafraîchir en saison chaude, car la température du sol est de moins en moins variable à profondeur croissante (en pratique à 1.5 ou 2 m la variation annuelle n'est plus que de 2 à 6 °C par rapport à la température moyenne annuelle de l'air).

## Stratégie d'économie d'énergie
En Europe, une stratégie basée sur l'énergie solaire passive est bien plus performante que le système de pompe à chaleur, la domotique ou encore l'énergie solaire active (photovoltaïque ou thermique). Le surcoût est faible (10 à 20 %) et compensé par des aides en Allemagne, Belgique et Autriche, et le retour sur investissement est relativement rapide (5 à 10 ans).
Il est important également que l'énergie totale dépensée par le bâtiment ne dépasse pas non plus un certain seuil, afin que les efforts établis au niveau du chauffage ne soient pas annulés par une surconsommation d'électricité ou par un mauvais système de chauffage de l'eau. Une construction répondant au label Habitat passif consomme jusqu'à dix fois moins d'énergie qu'une maison standard pour son chauffage et la production d'eau chaude.
Ce type d'habitat est peu gourmand en énergie et produit peu de gaz à effet de serre.